# Hermann Josef Schmitz
 (juin 2024).
Si vous disposez d'ouvrages ou d'articles de référence ou si vous connaissez des sites web de qualité traitant du thème abordé ici, merci de compléter l'article en donnant les références utiles à sa vérifiabilité et en les liant à la section « Notes et références ».
Pour les articles homonymes, voir Schmitz.
Hermann Josef Schmitz (né le 12 novembre 1936 à Cologne et mort le 18 novembre 2016 à Willich) est un homme politique allemand (CDU). De 1990 à 2000, il est député du Landtag de Rhénanie-du-Nord-Westphalie.

## Biographie
Après l'école primaire, Hermann Josef Schmitz étudie au Dreikönigsgymnasium de Cologne jusqu'en 1953. Le 4 octobre 1958, il achève la formation agricole suivante en tant qu'agriculteur diplômé d'État à l'École supérieure d'agriculture rhénane de Brühl. Le 30 juin 1961, il réussit l'examen de maîtrise d'agriculture à la Chambre d'agriculture de Rhénanie. Depuis 1963, il travaille comme agriculteur indépendant. 
De 1987 à 2003, Schmitz est président de la communauté agricole du district de Krefeld-Viersen et membre du conseil d'administration de l'association d'agriculture rhénane (RLV) . Entre 1993 et 1999, il est vice-président du RLV. En outre, Schmitz est président de l'Association rhénane des propriétaires de chasseurs et des coopératives de chasse de 1997 à 2009. En 1996, il est élu au conseil d'administration de la Raiffeisen Waren-Zentrale Rhein-Main (RWZ) et son président d'honneur. Il occupe ce poste jusqu'en 2000. 

## Politique
Schmitz rejoint la CDU en 1972. À peine deux ans plus tard, il est élu au conseil municipal de Willich, dont il est membre de 1975 à 1990.  De 1980 à 1988, il dirige l'association municipale CDU Willich en tant que président. En 1981, il devient vice-président de l'association CDU de l'arrondissement de Viersen. Aux élections locales du 30 septembre 1984, Schmitz est également élu au conseil de l'arrondissement de Viersen, auquel il appartient jusqu'en 1994. 
Du 31 mai 1990 au 1er juin 2000, Schmitz est membre du Landtag de Rhénanie-du-Nord-Westphalie. Pour la 11e législature, il est élu via la liste des États de la CDU, sur laquelle il est 43e sur la liste. Pour la 12e législature, Schmitz représente la circonscription de Viersen I. Au Landtag, il fait partie du comité pour l'alimentation, l'agriculture, la protection des forêts et de la nature, ainsi que le comité pour l'Europe et la politique mondiale. 
Le 18 novembre 2016, une semaine après ses 80 ans, Hermann Josef Schmitz décède dans la ferme locale. Il laisse derrière lui sa femme et ses deux enfants. La CDU de l'arrondissement de Viersen fait l'éloge de son "humour rhénan" dans sa nécrologie et le décrit comme un "représentant à l'ancienne". 

## Honneurs
En 2000, Hermann Josef Schmitz reçoit l'Ordre du Mérite de la République fédérale d'Allemagne pour son engagement diversifié. En 2003, il reçoit la plaque d'honneur Felix-Freiherr-von-Loe de l'association d'agriculture rhénane. 